# タンタロスの輪
『タンタロスの輪』（タンタロスのわ　The Rings Of Tantalus）は、イギリスのSF作家エドマンド・クーパーが、リチャード・エイヴァリー名義で書いたSF小説。コンラッド消耗部隊、通称エクスペンダブル（The Expendables）シリーズの、全4作品の2番目の作品である。

## あらすじ
無人探査機から、人類の生存に適した惑星を発見したとの情報が入電した。前回の調査で、アルタイル第4惑星「クレイトス」への入植を成功させたエクスペンダブルは、レグルス第7惑星「タンタロス」に向かった。惑星に接近すると、探査機の報告には無かった、人工の月があった。調査すると、これは廃棄された大型宇宙船だった。そして惑星の表面には、大きな環状の謎の構造物が確認された。さらに地球からは、「隊員の中に破壊工作員が潜入した可能性あり」という緊急通信が来たのである。しばらく調査を続けた一行の前に、サルのような姿をした多数のロボットが現れ、攻撃をしかけてきた。破壊工作員の正体もわからないまま、ロボットたちと対決しなければならないのだ。

## 登場人物
- ジェームズ・コンラッド - チームの司令官。2回目の調査派遣である。
- インディラ・スミス - チームの副司令官で軍医。2回目の調査派遣である。
- カート・クワンゴ - 生態学者。2回目の調査派遣である。
- アーメッド・ケラド - 兵器の専門家。もと犯罪人。
- アレクセイ・プーシュキン - 技師。もと犯罪人。
- ルース・ゾーニス - 生物学者。もと犯罪人。
- リサ・ウルマン - 化学者。もと犯罪人。
- ロボット1号～6号 - 人間ではないが、隊員の補助活動や周辺の警備、探査を行う。それぞれ、マシュー、マーク、ルーク、ジョン、ピーター、ポールと呼ばれている。

## 書誌情報
- 『タンタロスの輪』（宮脇孝雄訳、創元推理文庫SF） 1980年7月4日初版